# بورتلاند (إنديانا)
بُرتلَند أو (نقحرة: بورتلاند) (بالإنجليزية: Portland, Indiana)‏ هي مدينة تقع في الولايات المتحدة في مقاطعة جاي (إنديانا). يقدر عدد سكانها بـ 6,223 نسمة ومساحتها 12.04 كم2 وترتفع عن سطح البحر 277 متر.

## التركيبة السكانية
قام مكتب تعداد الولايات المتحدة بتحديد بيانات التركيبة السكانية لبُرتلَند في تعداد الولايات المتحدة. في ما يلي، التركيبة السكانية حسب تعدادي 2000 و2010.

### تعداد عام 2000
بلغ عدد سكان بُرتلَند 6,437 نسمة بحسب تعداد عام 2000، وبلغ عدد الأسر 2,739 أسرة وعدد العائلات 1,750 عائلة مقيمة في المدينة. في حين سجلت الكثافة السكانية 1,566.8 نسمة لكل ميل مربع (604.9/كم2). وبلغ عدد الوحدات السكنية 2,928 وحدة بمتوسط كثافة قدره 712.7 نسمة لكل ميل مربع (275.2/كم2).
وتوزع التركيب العرقي للمدينة بنسبة 96.49% من البيض و 0.11% من الأمريكيين الأصليين و 0.34% من الأمريكيين ذوي الأصول الآسيوية و 0.05% من سكان جزر المحيط الهادئ و 0.37% من الأمريكيين الأفارقة و 0.84% من عرقين مختلطين أو أكثر.
بلغ عدد الأسر 2,739 أسرة كانت نسبة 27.2% منها لديها أطفال تحت سن الثامنة عشر تعيش معهم، وبلغت نسبة الأزواج القاطنين مع بعضهم البعض 47.9% من أصل المجموع الكلي للأسر، ونسبة 12.1% من الأسر كان لديها معيلات من الإناث دون وجود شريك، وكانت نسبة 36.1% من غير العائلات. تألفت نسبة 32.3% من أصل جميع الأسر من أفراد ونسبة 16.4% كانوا يعيش معهم شخص وحيد يبلغ من العمر 65 عاماً فما فوق. وبلغ متوسط حجم الأسرة المعيشية 2.86، أما متوسط حجم العائلات فبلغ 2.28.
بلغ العمر الوسطي للسكان 38 عاماً. وكانت نسبة 23.1% من القاطنين تحت سن الثامنة عشر، وكانت نسبة 9.0% بين الثامنة عشر والأربعة وعشرون عاماً، ونسبة 26.8% كانت واقعةً في الفئة العمرية ما بين الخامسة والعشرون حتى والأربعة وأربعون عاماً، ونسبة 22.2% كانت ما بين الخامسة والأربعون حتى الرابعة والستون، ونسبة 18.8% كانت ضمن فئة الخامسة والستون عاماً فما فوق. يوجد لكل 100 أنثى 87.9 ذكر، ويوجد لكل 100 أنثى في الثامنة عشر من عمرها فما فوق 83.3 ذكر.
بلغ متوسط دخل الأسرة في المدينة 31,045 دولار، أما متوسط دخل العائلة فبلغ 41,329 دولار. وكان متوسط دخل الذكور 29,728 دولار مقابل 21,134 دولار للإناث. وسجل دخل الفرد الخاص بالمدينة 18,375 دولار. وكانت نسبة 5.1% من العائلات ونسبة 9.6% من السكان تحت خط الفقر، وكان من هؤلاء نسبة 11.9% تحت سن الثامنة عشر ونسبة 9.0% في الخامسة والستين من العمر وما فوق.

### تعداد عام 2010
بلغ عدد سكان بُرتلَند 6,223 نسمة بحسب تعداد عام 2010، وبلغ عدد الأسر 2,607 أسرة وعدد العائلات 1,620 عائلة مقيمة في المدينة. في حين سجلت الكثافة السكانية 1,338.3 نسمة لكل ميل مربع (516.7/كم2). وبلغ عدد الوحدات السكنية 3,005 وحدة بمتوسط كثافة قدره 646.2 لكل ميل مربع (249.5/كم2).
وتوزع التركيب العرقي للمدينة بنسبة 94.5% من البيض و 0.5% من الأمريكيين ذوي الأصول الآسيوية و 0.4% من الأمريكيين الأفارقة و 1.5% من عرقين مختلطين أو أكثر.
بلغ عدد الأسر 2,607 أسرة كانت نسبة 30.4% منها لديها أطفال تحت سن الثامنة عشر تعيش معهم، وبلغت نسبة الأزواج القاطنين مع بعضهم البعض 42.7% من أصل المجموع الكلي للأسر، وكانت نسبة 37.9% من غير العائلات. تألفت نسبة 32.1% من أصل جميع الأسر من أفراد ونسبة 14.2% كانوا يعيش معهم شخص وحيد يبلغ من العمر 65 عاماً فما فوق. وبلغ متوسط حجم الأسرة المعيشية 2.89، أما متوسط حجم العائلات فبلغ 2.32.
بلغ العمر الوسطي للسكان 39.4 عاماً. وكانت نسبة 23.7% من القاطنين تحت سن الثامنة عشر، وكانت نسبة 8.6% بين الثامنة عشر والأربعة وعشرون عاماً، ونسبة 25.1% كانت واقعةً في الفئة العمرية ما بين الخامسة والعشرون حتى والأربعة وأربعون عاماً، ونسبة 24.7% كانت ما بين الخامسة والأربعون حتى الرابعة والستون، ونسبة 17.9% كانت ضمن فئة الخامسة والستون عاماً فما فوق. وتوزع التركيب الجنسي للسكان بنسبة 46.8% ذكور و53.2% إناث.